# Boletus firmus
Espèce
Boletus firmus est une espèce de champignons du genre Boletus de la famille des Boletaceae.